# Apeadero General Pinedo
General Pinedo es una estación de ferrocarril ubicada en las afueras de la ciudad homónima, Departamento Doce de Octubre, provincia del Chaco, Argentina. Se encuentra a 3 km al sudoeste de la ciudad.

## Servicios
Es una de las estaciones intermedias del servicio interurbano que presta la empresa estatal Trenes Argentinos Operaciones entre las estaciones Roque Sáenz Peña y Chorotis.
Presta un servicio ida y vuelta cada día hábil entre cabeceras.
Las vías por donde corre el servicio, corresponden al Ramal C3 del Ferrocarril General Belgrano, por allí transitan además, trenes de cargas de la empresa estatal Trenes Argentinos Cargas. Desde esta estación se inicia el Ramal C6 hacia el sur, por donde corren los servicios de pasajeros.